# Duosperma crenatum
Duosperma crenatum là một loài thực vật có hoa trong họ Ô rô. Loài này được (Lindau) P.G.Mey. mô tả khoa học đầu tiên năm 1960.